# Șieuț
Șieuț (en hongrois : Kissajó) est une commune du județ de Bistrița-Năsăud en Transylvanie (Roumanie).